# 玛杜尔·贾弗里
玛杜尔·贾弗里（1933年8月13日—），女，印度演员。曾获得柏林国际电影节最佳女演员银熊奖。